# Przebród
Przebród – wieś w Polsce położona w województwie podlaskim, w powiecie suwalskim, w gminie Suwałki.
Wieś wymieniono już w 1703 roku. Suwalskie księgi chrztów wspomniały ją pod datą 1771. W 1786 roku Przebród miał własną karczmę z browarem. Wieś przynależała do ekonomii królewskiej. W 1827 roku było tu 18 domów i 111 osób.
W latach 1975–1998 miejscowość administracyjnie należała do województwa suwalskiego.
Przez miejscowość przebiega droga wojewódzka nr 653.